# Demy de Zeeuw
Demy Patrick René de Zeeuw (n. 26 mai 1983, Apeldoorn, Țările de Jos) este un jucător de fotbal neerlandez, care joacă pentru Ajax Amsterdam și pentru Echipa națională de fotbal a Țărilor de Jos.

## Palmares

### Club
AZ
- Eredivisie (1): 2008–09

Ajax
- KNVB Cup (1): 2009-10

### Internațional
- Țările de Jos U-21
  - Câștigător: 2006 UEFA Euro Under-21